# 繭 (グラビアアイドル)
繭（まゆ、1989年10月8日 - ）は、日本の元女優、元タレント、元グラビアアイドル。
千葉県出身。AOMエンタテイメントに所属していた。

## 来歴
2005年、イエローキャブのオーディションで準グランプリを受賞し、三井麻由として同事務所に所属。
2007年、イエローキャブからアーティストハウス・ピラミッドに移籍。移籍した理由は「安田美沙子が好きだったから」。同年11月3日より『BSブランチ』（BS-i）に1年間レギュラー出演。
2011年から、藤咲まゆとしてフィットワンに所属。
2013年、繭に改名。N&Sプロモーションに所属。
2014年、映画『最近、妹のようすがちょっとおかしいんだが。』で、てんちむこと橋本甜歌とWヒロインを務め、過激な濡れ場に挑戦した。
フリーランスを経て、AOMエンタテイメントに所属。現在は事務所サイトは閉鎖されている。
2016年10月、「美おっぱいコンテスト2016」においてPEACH JOHN特別賞を受賞。
2017年5月5日に開催されたDVD「Venus」の発売記念イベントにおいて、今回のDVDメーカーのNo brandのイメージキャラクターに選ばれたことが発表された。
2022年2月11日から20日まで恵比寿で自らが被写体となる写真展『繭×福島裕二写真展：―繭ing―』を開催。
2024年4月1日、自身のインスタグラムにて同年4月30日をもって芸能界を引退することを公表。
Instagramのアカウントを「@__imamadearigato__」に変更し、4月30日に「どの時代でも、見つけてくれたことに感謝。本当にありがとうございました❤️」と投稿[8]。

## 人物
- 乗馬が得意で、ライセンス5級を持っている。
- 自他共に認めるアイドルオタク[3]。仕事以外の時間はももいろクローバーZ、AKB48、ハロプロなどのアイドルイベントに参加している。
- 同じ千葉県出身の歌手・モデルの水野佐彩[8]や、塚本舞、伊藤桃と仲が良く[9]、ブログにも度々登場する。また、SDN48メンバーでもあった双子姉妹タレントの奈津子・亜希子は高校時代の同級生である[10]。
- 2012年から調理士専門学校に通っていた[11]。
- 座右の銘は「実るほど頭を垂れる稲穂かな」[3]。

## 出演

### テレビ
- BSブランチ（2007年11月3日 - 2008年10月25日、BS-i 第6期）
- 志村けんのバカ殿様（フジテレビ）
- ピラミッド・ガールズ（エンタ!371）
- 志村けんのだいじょうぶだぁII:志村診察室 ゲスト（フジテレビ）
- げりらっパ（2007年12月11日、メ〜テレ）
- はねるのトびら:オクテだらけの水泳大会 ゲスト（2008年、フジテレビ）
- 志村座（2014年10月16日、フジテレビ）

### ミュージックビデオ
Hilcrhyme   Lost love song【II】

### 舞台
三井麻由 名義
- ファミリーミュージカル「フレンズ～ガラクタ怪獣のなみだ」（Kヴァージョン）（2003年12月29日 - 2004年1月5日、シアターサンモール） - みなみ 役
- DREAM WEEK（2006年8月20日、新宿スペース107） - 松田瞳 役
- ファミリーミュージカル「ココ・スマイル6～夏色のキャンバス～」（2009年8月20日 - 24日、全労済ホールスペース・ゼロ） - 川島聡美 役

繭 名義
- WHO IS SUNDAY GIRL（2016年3月1日 - 6日、千本桜ホール） - 久留里優 役
- 女々「ドブ恋7」（2016年10月18日 - 30日、千本桜ホール）
- ガールズ百合舞台「エンブリオ」（2017年5月17日 - 21日、シアターサンモール） - 橙島レミ 役
- 女々「ドブ恋8」（2017年7月4日 - 12日、千本桜ホール）
- うんちゃん2-女性ドライバー編-（2017年10月3日 - 5日、草月ホール・10月7日 - 8日、入間市市民会館） - 林桃子 役

### 映画
- 最近、妹のようすがちょっとおかしいんだが。（監督:青山裕企 伊基公袁、配給：KADOKAWA） - 寿日和 役
- 夜光華〜銀座処女ホステス（監督：越坂康史、原作：倉科遼、製作：コンセプトフィルム、テンダープロ、2014年） - 晴美 役

### グラビア
- 週刊ポスト「謎の美女シリーズ「繭と風」」（2015年5月22日号、29日号、6月19日号、26日号 - 不定期）[12]

### Web
- 東京カレンダー[13][14][15]

## 作品

### DVD
三井麻由 名義
- マユペース（2006年8月23日、ラインコミュニケーションズ）
- flower (2008年1月25日、フォーサイド・ドット・コム)
- profile 01 三井麻由 (2008年3月28日、オルスタックピクチャーズ)
- Angel Kiss〜感じるお年頃〜（2008年6月22日、トリコ）
- ミツイズム（2008年9月19日、イーネット・フロンティア）
- 麻由（2008年11月29日、晋遊舎）
- Angel Kiss 〜せつないお年頃〜（2009年2月21日、トリコ）
- Swinution（2009年5月7日、TMC）

繭 名義
- Cocoon（2013年10月25日、竹書房）
- 繭玉の中身（2016年9月30日、グラッソ）
- VENUS（2017年4月21日、No brand）
- beauty（2017年6月23日、No brand）
- 激写（2017年10月27日、No brand）
- Mistero（2018年2月26日、No brand）
- Madonna（2018年7月20日、No brand）

＜イメージ以外＞
- 繭 イタズラな蝶 〜映画「最近、妹のようすがちょっとおかしいんだが。」より〜（2014年4月25日、ポニーキャニオン）

### 写真集
三井麻由 名義
- SMシスターズ〈サブラDVDムック〉（2008年3月21日、小学館、撮影：西條彰仁）ISBN 978-4-09-103059-7 共演：瀬尾秋子
- 麻由（2008年11月1日、晋遊舎、撮影：佐藤裕之）ISBN 978-4-88380-864-9

繭 名義
- 土曜日の午後と私。（2014年5月1日、角川書店、撮影：青山祐企）ISBN 978-4041107577- 初のヘアヌード写真集

### 小説
- 空と滴（2006年2月、碧天舎）ISBN 978-4778902513 ※三井麻由名義。第5回碧天文芸大賞出版化奨励賞受賞